# Surfing-telling
Le surfing-telling est un procédé de narration multimédia qui consiste à faire progresser une histoire d’un site web à l’autre par l’ouverture automatique ou manuelle et la superposition successive de nouvelles fenêtres du navigateur de l’internaute. L’expression surfing-telling est un néologisme qui vient de la contraction de surfing (navigation sur Internet) et storytelling (art de conter une histoire).

## Procédé mis en œuvre
Intégrer chaque séquence à la ligne éditoriale du site hébergeur pour crédibiliser l'intrigue et enrichir l'expérience de navigation de nouveaux personnages, décors, rebondissements ou fonctionnalités. 
Ce concept utilise la technique la plus addictive des œuvres de fiction actuelles (films d'actions, séries américaines) : le cliffhanger, une fin qui reste en suspens et crée immédiatement l'envie de découvrir la suite.

## Utilisation
Le surfing-telling est relativement récent puisque la technique mise en place a été permise par les dernières évolutions du langage HTML5.